# Cereopsius elongatus
Cereopsius elongatus là một loài bọ cánh cứng trong họ Cerambycidae.